# Van Coke Kartel
Van Coke Kartel is een Zuid-Afrikaanse rockgroep. De groep bestaat uit Francois van Coke (gitaar en zang), Wynand Myburgh (basgitaar) en Jason Oosterhuizen (drums). De band is ontstaan tijdens een pauze van de band Fokofpolisiekar, waarin twee van de drie vaste leden spelen.
In 2009 ontving de band een SAMA-toekenning in die categorie "Beste Afrikaanse rock-album" voor Waaksaam & Wakker.
De band toerde in de zomer van 2013 door Nederland met Jack Parow en Bittereinder. Tijdens deze tour nam de band een videoclip op voor de single Môregloed. De single was het eerste nummer van het album Bloed, Sweet & Trane, dat in oktober 2013 verscheen. Het album kwam op de eerste plek binnen in de Zuid-Afrikaanse iTunes-hitlijst en stootte daarmee het album Bangerz van Miley Cyrus van de troon.

## Discografie
- Van Coke Kartel - 2007 (Rhythm Records/SELECT)
- Waaksaam & Wakker - 2008 (Rhythm Records)
- Skop, Skiet & Donner - 2010 (Rhythm Records)
- "Bloed, Sweet & Trane" - 2013 (VCK Music)